# Cisticola textrix
Cisticola textrix là một loài chim trong họ Cisticolidae.